# 吳子霏
吳子霏（1993年11月24日—），為臺灣女演員。就讀輔仁大學期間因拍攝校慶月曆受到關注，之後因拍攝陳奕迅、李榮浩、陳偉霆等知名歌手MV踏入演藝圈，從2016年起開始參與戲劇演出，2018年擔任經典偶像劇麻辣鮮師電影版《王牌教師 麻辣出擊》女主角，2019年參與HBO Asia首部華語科幻影集《獵夢特工》，是一位受矚目的女演員。2024年參與公視台語台《鹽水大飯店》時代劇集，擔任女主角飾演鄭純月。

## 影劇作品

### 電影
- 2026年《南榕》飾演
- 2021年《一杯熱奶茶的等待》飾演 筱華
- 2019年《看著我》
- 2018年《王牌教師 麻辣出擊》飾演 韓可兒
- 2018年《艋舺之江湖再現》
- 2017年《初戀教會我的18件事》
- 2017年《激鬥街籃》飾演 宋千惠

### 戲劇
| 年份   | 頻道             | 劇名                                         | 飾演   | 性質     |
| 2016年 | Selfpick         | 《Mr. Bartender第一季第一集》                | Gina   | 女主角   |
| 2016年 | 酷瞧             | 《愛呀！午休時刻》                           |        | 客串演出 |
| 2016年 | CHOCO TV         | 《志明與春嬌》                               | 品妍   | 女主角   |
| 2017年 | 中視、東森戲劇台 | 《稍息立正我愛你》                           | Kiki   | 客串演出 |
| 2017年 | 酷瞧             | 《紅色氣球》                                 | 許初晴 |          |
| 2017年 | 酷瞧             | 《女大生宿舍》                               | 吳子霏 |          |
| 2020年 | 電視劇           | 《金愛演真探團》                             |        | 女主角   |
| 2020年 | HBO Asia         | 《獵夢特工》                                 | 成安雅 | 女主角   |
| 2021年 | 網路劇           | 《哎呦，棒球一夏》                           | 韓可兒 | 女主角   |
| 2021年 | HBO Asia         | 《誰在你身邊》                               | 廖珺彥 |          |
| 2022年 | Disney+          | 《台北女子圖鑑》                             | 胡青青 |          |
| 2022年 | 公視、friDay影音 | 《你的婚姻不是你的婚姻－恭請光臨曾賈府喜事》 | 梁思荃 | 女主角   |
| 2024年 | 公視台語台       | 《鹽水大飯店》                               | 鄭純月 | 女主角   |
| 2024年 | AXN、Hami Video  | 《不如海邊吹吹風》                           | 唐宓   | 女配角   |
| 2025年 | 華視、公視台語台 | 《拜六禮拜》                                 | 潘雨靈 | 特別演出 |
| 2025年 | TVBS歡樂台       | 《舊金山美容院》                             |        | 女配角   |
| 未定   | 網路劇           | 《翻轉世界守護你》                           | 藍蔚然 | 女主角   |

### 短片
- 2022年《焰》世新大學廣電系第28屆畢業製作

### 編劇
- 2022年《紫羅蘭》台藝大電影系進修部畢業製作 與張豐豪合編

### 電視CF
- 2023 拉蓓膠原蛋白飲 代言人
- 2023 立頓全茶品系列 代言人
- 左岸咖啡館沙龍計畫——未完成書店
- 左岸咖啡館——無目的拾光
- 立頓美顏茶
- 璞韻茶
- KIRIN一番搾啤酒
- 美粒果100%果汁
- TOYOTA汽車
- 科沃吸塵器（鍾漢良代言）
- 生如野果（王大陸代言）
- 諾心蛋糕
- 靠得住衛生棉
- 遠傳電信
- CHANEL Blue Friend（與鳳小岳合作演出）
- Iprimo 十週年形象廣告
- VOCA水新鮮 2017形象廣告
- Oppo微電影 周杰倫的2000w個故事
- 京東 佳潔士牙膏微電影廣告
- 提提研 永生苔面膜電視廣告

### MV
- 陳奕迅《無條件》
- 吳克群《失聲》
- 陳勢安《敗將》
- 陳偉霆《表白》
- 邱鋒澤《分開的學問》
- 劉若英《你有沒有深愛過》
- 溫偉杰《小品愛情》
- 林奕匡《天淵之別》
- 李榮浩《祝你幸福》
- 陳潔儀《綻放》
- 容祖兒《答案之書》
- 胡彥斌《1075》
- 李榮浩《在一起嘛好不好》
- 家家《祝我幸福》
- 麋先生《嗜愛動物》
- 張信哲《無別》
- 梁心頤《戒掉你》
- 馬曉安《早安》
- Tizzy Bac《穿越光年的孤獨》
- 張杰《最用過心的》
- 周治平《偶然想起那日你身上的香》
- 戴愛玲 《燒》feat. 熊仔
- 韋禮安《Cheap Love》feat. Ben&Ben
- 家家《閉上眼睛會想起的人》
- 李玉璽《愛你所以》
- 羅志祥《免死金牌》
- 張棟樑《不召之臣》
- 蔡恩雨《一個人的傻事》
- 許富凱《乾杯乾杯》
- 許富凱《No Love Hotel》
- 原子邦妮《明明早點放棄就沒事了》
- 戴愛玲 《讓我成為你的翅膀》
- 周興哲 《永不結束的情人節》

## 外部連結
- 吳子霏 Ellen Wu的Facebook專頁
- 吳子霏 Ellen Wu的新浪微博
- 吳子霏 Ellen Wu的Instagram帳戶